# NGC 6836
NGC 6836 (również PGC 63803) – magellaniczna galaktyka spiralna z poprzeczką (SBm), znajdująca się w gwiazdozbiorze Strzelca. Odkrył ją 2 sierpnia 1881 roku Édouard Jean-Marie Stephan.